# Aaron Craft
Aaron Vincent Craft (ur. 12 lutego 1991 w Findlay) – amerykański koszykarz, występujący na pozycji rozgrywającego.
Przez lata występował w letniej lidze NBA. Reprezentował Golden State Warriors (2014, 2015), Philadelphia 76ers (2014), Utah Jazz (2016).

## Osiągnięcia
Stan na 11 lutego 2022, na podstawie, o ile nie zaznaczono inaczej.
NCAA
- Uczestnik:
  - rozgrywek:
    - NCAA Final Four (2012)
    - Elite 8 turnieju NCAA (2012, 2013)
    - Sweet 6 turnieju NCAA (2011–2013)

  - turnieju NCAA (2011–2014)
- Mistrz:
  - sezonu zasadniczego konferencji Big 10 (2011, 2013)
  - turnieju konferencji Big 10 (2011, 2012)
- Koszykarz roku Academic All-America (2013, 2014)
- MVP turnieju konferencji Big 10 (2013)[4]
- Obrońca roku:
  - NCAA (2014 według NABC)[5]
  - Big 10 (2012, 2014)[6]
- Najlepszy rezerwowy Big 10 (2011)
- Zaliczony do:
  - I składu:
    - Academic All-American (2012–2014)
    - defensywnego Big 10 (2011–2014)
    - najlepszych pierwszorocznych zawodników Big 10 (2011)
    - turnieju:
      - Big 10 (2013)
      - Hall of Fame Tip-Off Naismith Bracket (2013)

  - II składu Big 10 (2013)
  - III składu Big 10 (2014)
  - składu honorable mention All-Big Ten (2011, 2012)
- Lider:
  - wszech czasów Big 10 w liczbie:
    - rozegranych minut (4818)
    - przechwytów (337)

  - Big 10 w liczbie i średniej przechwytów (2011, 2012, 2014)

Drużynowe
- Mistrz D-League (2015)
- Wicemistrz:
  - Ligi Mistrzów FIBA (2018)
  - Francji (2018)
  - Włoch (2017)
- Zdobywca Pucharu Liderów Francji (2018)

Indywidualne
- Obrońca roku ligi:
  - francuskiej (2018)
  - włoskiej (2019)
  - D-League (2015)
- Zaliczony do I składu defensywnego D-League (2015, 2016)
- Lider ligi włoskiej w przechwytach (2017, 2019, 2020)